# كارين براينت
كارين براينت (بالإنجليزية: Karyn Bryant)‏ هي صحفية ومقدمة تلفزيونية وممثلة أمريكية، ولدت في 23 ديسمبر 1968 في بوسطن في الولايات المتحدة.

## وصلات خارجية
- الموقع الرسمي
- كارين براينت على موقع IMDb (الإنجليزية)
- كارين براينت على موقع قاعدة بيانات الفيلم (الإنجليزية)